# Selome Emnetu
Selome Emnetu (přechýleně Selome Emnetuová; * 1980 Stavanger, Norsko) je norská herečka.

## Dětství a vzdělání
Emnetuová pochází ze západonorského města Stavanger. Její předkové přišli do Norska z Eritreje. Od roku 2011 do roku 2014 studovala na Statens teaterhøgskole, dramatické fakultě Univerzitě umění v Oslu. Získala stálé angažmá v Národním divadle v Oslu, kde účinkovala v inscenacích Berenice a Amazonas. Emnetuová se proslavila rolí Hilde Djupvikové v televizním seriálu Okupace.
Zahrála si v seriálu de calendriers de l'Avent Luka et le Théâtre Magique, který byl odvysílán v prosinci 2021. V roce 2022 byla nominována na norskou divadelní cenu Heddaprisen v kategorii Nejlepší herečka v hlavní roli za roli ve hře De må føde oss eller pule oss for å elske oss.

## Výběr z filmografie
- 2014–2016: Le Troisième Œil (televizní seriál, 5 epizod)
- 2015–2020: Okupace[8] (televizní seriál, 24 epizod)
- 2016: Mammon (televizní seriál, 1 epizoda)
- 2017: Ikke din skyld (televizní seriál, 1 epizoda)
- 2017–2018 : Side om side (televizní seriál, 4 epizody)
- 2018: ZombieLars (televizní seriál, 1 epizoda)
- 2018: Quand je tombe (film)
- 2018: Aber Bergen (televizní seriál, 1 epizoda)
- 2018–2019: Lik meg (televizní seriál, 6 epizod)
- 2019: Grange (film)
- 2019: Crise (film)
- 2019: Possédée (televizní seriál, 8 epizod)
- 2019: Idéal pour (televizní seriál, 1 epizoda)
- 2020: Allerud VGS (televizní seriál, 4 epizody)
- 2020: Novembre en solo (film)
- 2020: Stjernestøv (televizní seriál, 12 epizod)
- 2021: Le voyage - Un week-end meurtrier[8] (film)
- 2021: Luka et le Théâtre Magique ( Kristiania magiske tivolitheater, televizní seriál, 24 epizod)
- 2022–2024: Superhero Academy ( Superheltskolen, televizní seriál, 19 epizod)
- 2023: La Forteresse ( Festning Norge, televizní seriál 7 epizod)
- 2024: Rêves (Drømmer)[8] (film)